# رئيس باكستان
رئيس باكستان (بالأردية: صدرِ پاکستان) يشغل منصب رئيس الدولة في جمهورية باكستان الإسلامية. يتولى الرئيس دورًا اسميًا في السلطة التنفيذية، إضافةً إلى كونه القائد الأعلى للقوات المسلحة الباكستانية. يُعد هذا المنصب شرفيًا، إذ يلتزم الرئيس باتباع نصائح رئيس الوزراء ومجلس الوزراء في جميع قراراته. يشغل آصف علي زرداري حاليًا منصب رئيس باكستان منذ العاشر من مارس 2024.
أنشئ منصب رئيس الجمهورية مع إعلان الجمهورية الإسلامية في 23 مارس 1956، مع تولي الحاكم العام آنذاك، اللواء إسكاندر ميرزا، منصب أول رئيس للجمهورية. شهدت البلاد تحولات هامة في هيكل السلطة بعد انقلاب عام 1958، إذ أُلغيت حينها وظيفة رئيس الوزراء، مما جعل الرئاسة المنصب الأقوى في الدولة. تعززت مكانة الرئيس بشكل أكبر عند اعتماد دستور عام 1962، الذي حول نظام الحكم إلى جمهورية رئاسية ومنح الرئيس كامل الصلاحيات التنفيذية. ومع ذلك، شهد عام 1973 تحولًا جديدًا، حيث أقر الدستور الديمقراطية البرلمانية، مما قلص دور الرئيس ليصبح منصبًا شرفيًا. إلا أن الانقلاب العسكري الذي وقع عام 1977 أعاد التغييرات التي أدخلها دستور 1973. أدت التعديلات الدستورية الثامنة إلى تحويل باكستان إلى جمهورية شبه رئاسية، حيث تقاسم الرئيس ورئيس الوزراء السلطة التنفيذية بين عامي 1985 و2007. في عام 2010، أعادت التعديلات الدستورية الثامنة عشرة الديمقراطية البرلمانية بشكل كامل، مما قلص دور الرئيس مجددًا ليصبح منصبًا شرفيًا.
يحظر الدستور على الرئيس التدخل المباشر في إدارة شؤون الحكومة. بدلًا من ذلك، تُمارَس السلطة التنفيذية نيابة عنه عبر رئيس الوزراء، الذي يلتزم بإطلاعه على جميع القضايا المتعلقة بالسياسة الداخلية والخارجية، بالإضافة إلى المقترحات التشريعية. على الرغم من ذلك، يمنح الدستور الرئيس بعض الصلاحيات، مثل منح العفو وتخفيف الأحكام، إضافة إلى دوره في الإشراف على الجيش. تُشترط جميع التعيينات في القيادات العليا للجيش أن تتم من قبل الرئيس بناءً على «الضرورة والحاجة»، ولكن بعد التشاور مع رئيس الوزراء والحصول على موافقته.
يُنتخب رئيس الجمهورية في باكستان بطريقة غير مباشرة عبر المجمع الانتخابي، وتستمر مدة ولايته خمس سنوات. ينص الدستور على أن يكون المرشح للرئاسة «مسلمًا لا يقل عمره عن خمسة وأربعين عامًا». يقيم الرئيس في مقر رسمي بالعاصمة إسلام آباد يُعرف باسم «أيْوانِ صدر» أو دار الرئاسة. في حال غياب الرئيس عن أداء مهامه، يتولى رئيس مجلس الشيوخ إدارة المنصب مؤقتًا حتى عودة الرئيس أو انتخاب خليفة جديد له.
شهدت البلاد حتى الآن 14 رئيسًا منذ تأسيس المنصب. أول رئيس كان إسكاندر علي ميرزا، الذي تولى المسؤولية في 23 مارس 1956. أما الرئيس الحالي، آصف علي زرداري، فقد تولى المنصب في 9 مارس 2024، عقب فوزه المثير للجدل في انتخابات عام 2024.

## السلطات والصلاحيات

### دور الرئيس
المقر الرسمي والمكتب الرئيسي لرئيس باكستان هو «أيْوانِ صدر»، القصر الرئاسي الذي يقع في شمال شرق إسلام آباد. تُعد الرئاسة جزءًا أساسيًا من البنية المؤسسية للدولة، وترتبط بالبرلمان المكوّن من مجلسين.
تقتصر صلاحيات الرئيس على دور احتفالي شكلي، إذ يُطلب منه توجيه خطاب للبرلمان لتحديد السياسات الوطنية، كما يتطلع على القرارات الرئيسية.
بجانب ذلك، يشغل الرئيس منصب القائد المدني الأعلى للقوات المسلحة الباكستانية، حيث يتلقى المشورة العسكرية من رئيس هيئة الأركان المشتركة لضمان السيطرة المدنية على الجيش. عند الحصول على موافقة كاملة من رئيس الوزراء، يُصدّق الرئيس على التعيينات القضائية ضمن النظام القضائي الوطني. يمنح الدستور الرئيس أيضًا صلاحية العفو وتخفيف الأحكام وإبداء الرحمة في القضايا التي توصي بها السلطات التنفيذية والقضائية. يتمتع الرئيس بحصانة دستورية مطلقة من أي ملاحقة جنائية أو مدنية خلال فترة ولايته، فلا يمكن مقاضاته أو الشروع في إجراءات قانونية ضده.
تنص المادة 41 من الفصل الأول، القسم الثالث في دستور باكستان، على أن «يجب أن يكون هناك رئيس لباكستان يكون رئيس الدولة ويمثل وحدة الجمهورية».

## قائمة رؤساء باكستان (1956 - حتى الآن)
|  | اسم الحزب                         |
|  | --------------------------------- |
|  | الحزب الجمهوري                    |
|  | مؤتمر الرابطة الإسلامية           |
|  | القوات المسلحة الباكستانية        |
|  | مستقل                             |
|  | الرابطة الإسلامية الباكستانية (ق) |
|  | حزب الشعب الباكستاني              |
|  | الرابطة الإسلامية الباكستانية (ن) |
|  | حركة الإنصاف الباكستانية          |

| ترتيب | الاسم                                              | صورة          | بداية الفترة   | نهاية الفترة   | الحزب السياسي                     | الحزب السياسي                     |
| ----- | -------------------------------------------------- | ------------- | -------------- | -------------- | --------------------------------- | --------------------------------- |
| 1     | إسكندر ميرزا اسکندر مرزا (1899 – 1969)             |               | 23 مارس 1956   | 27 أكتوبر 1958 |                                   | الحزب الجمهوري                    |
| 2     | أيوب خان ایوب خان (1907 – 1974)                    |               | 27 أكتوبر 1958 | 8 يونيو 1962   |                                   | عسكري                             |
| 2     | أيوب خان ایوب خان (1907 – 1974)                    | 8 يونيو 1962  | 29 نوفمبر 1963 |                | مؤتمر الرابطة الإسلامية           |                                   |
| —     | محمد أفضل شيما محمد افضل چیمہ (1913 – 2008) مؤقت   |               | 11 يونيو 1962  | 29 نوفمبر1963  |                                   | مؤتمر الرابطة الإسلامية           |
| —     | فضل قادر شودري فضل قادر چوہدھری (1919 – 1973) مؤقت |               | 29 نوفمبر 1963 | 12 يونيو 1965  |                                   | مؤتمر الرابطة الإسلامية           |
| (2)   | أيوب خان ایوب خان (1907 – 1974)                    |               | 12 يونيو 1965  | 25 مارس 1969   |                                   | مؤتمر الرابطة الإسلامية           |
| 3     | يحيى خان یحییٰ خان (1917 – 1980)                    |               | 25 مارس 1969   | 20 ديسمبر 1971 |                                   | عسكري                             |
| 4     | ذو الفقار علي بوتو ذولفقار علی بھٹو (1928 – 1979)  |               | 20 ديسمبر 1971 | 13 أغسطس 1973  |                                   | حزب الشعب الباكستاني              |
| 5     | فضل إلهي شودري فضل الہی چودھری (1904 – 1982)       |               | 14 أغسطس 1973  | 20 أبريل 1978  |                                   | حزب الشعب الباكستاني              |
| —     | شيخ أنوار الحق شیخ انوار الحق (1917 – 1995) مؤقت   |               | 20 أبريل 1978  | 7 مايو 1978    |                                   | حزب الشعب الباكستاني              |
| (5)   | فضل إلهي شودري فضل الہی چودھری (1904 – 1982)       |               | 7 مايو 1978    | 16 سبتمبر 1978 |                                   | حزب الشعب الباكستاني              |
| 6     | محمد ضياء الحق محمد ضیا الحق (1924 – 1988)         |               | 16 سبتمبر 1978 | 17 أغسطس 1988  |                                   | عسكري                             |
| 7     | غلام إسحاق خان غلام اسحاق خان (1915 – 2006)        |               | 17 أغسطس 1988  | 18 يوليو 1993  |                                   | مستقل                             |
| —     | وسيم سجاد وسیم سجاد (1941–) مؤقت                   |               | 18 يوليو 1993  | 14 نوفمبر 1993 |                                   | الرابطة الإسلامية الباكستانية (ن) |
| 8     | فاروق ليغاري فارق لغاری (1940 – 2010)              |               | 14 نوفمبر 1993 | 2 ديسمبر 1997  |                                   | حزب الشعب الباكستاني              |
| —     | وسيم سجاد وسیم سجاد (1941 –) مؤقت                  |               | 2 ديسمبر 1997  | 1 يناير 1998   |                                   | الرابطة الإسلامية الباكستانية (ن) |
| 9     | محمد رفيق طرار محمد رفیق تارڑ (1929 –2022)         |               | 1 يناير 1998   | 20 يونيو 2001  |                                   | الرابطة الإسلامية الباكستانية (ن) |
| 10    | برويز مشرف پرویز مشرف (1943 – )                    |               | 20 يونيو 2001  | 6 أكتوبر 2007  |                                   | عسكري                             |
| (10)  | برويز مشرف پرویز مشرف (1943 – )                    | 6 أكتوبر 2007 | 18 أغسطس 2008  |                | الرابطة الإسلامية الباكستانية (ق) |                                   |
| —     | محمد ميان سومورو محمد میاں سومرہ (1950 – ) مؤقت    |               | 18 أغسطس 2008  | 9 سبتمبر 2008  |                                   | الرابطة الإسلامية الباكستانية (ن) |
| 11    | آصف علي زرداري آصف علی زرداری (1955 – )            |               | 9 سبتمبر 2008  | 9 سبتمبر 2013  |                                   | حزب الشعب الباكستاني              |
| 12    | ممنون حسين ممنون حسین (1940 – 2021)                |               | 9 سبتمبر 2013  | 9 سبتمبر 2018  |                                   | الرابطة الإسلامية الباكستانية (ن) |
| 13    | عارف علوي ڈاکٹر عارف علوی (1949 – )                |               | 9 سبتمبر 2018  | 10 مارس 2024   |                                   | حركة الإنصاف الباكستانية          |
| 14    | آصف علي زرداري آصف علی زرداری (1955 – )            |               | 10 مارس 2024   | شاغل المنصب    |                                   | حزب الشعب الباكستاني              |